# Thorbjørn Egner

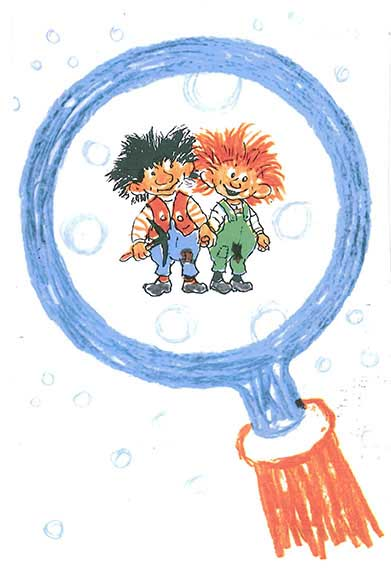
Karius y Baktus diseñados por Thorbjørn Egner

Thorbjørn Egner (12 de diciembre de 1912 – 24 de diciembre de 1990) fue un dramaturgo, compositor e ilustrador noruego conocido principalmente por sus libros, obras de teatro y musicales para niños. Se asocia principalmente con sus relatos para niños, entre ellos Karius og Baktus (1949) y Folk og røvere i Kardemommeby (1955).

## Biografía
Creció en el barrio de clase trabajadora Kampen en Oslo, Noruega. Sus padres fueron Magnus Egner (1872–1952) y Anna Hansen (1874–1957). Se formó como artista en la Academia Nacional Noruega de Artesanía e Industria del Arte.
Comenzó su carrera en la publicidad. Durante un período de siete años, trabajó como diseñador y decorador en la empresa de publicidad «Høydahl Ohme A/S». Su revelación fue en el programa nacional de radio infantil Barnetimen for de minste a principios de los años cincuenta. Egner es particularmente conocido por sus libros Karius og Baktus (1949), Thorbjørn Egners lesebøker (1950 – 1972), Klatremus og de andre dyrene i Hakkebakkeskogen (1953) y Folk og røvere i Kardemommeby (1955, traducido en 1976). Los dos últimos se convirtieron en exitosos musicales. También ilustró sus propios libros.
Thorbjørn Egner recibió la Orden de San Olaf en 1972 y el premio Cappelen en 1979. También recibió el premio Spellemannprisen en 1975 por Ole Brumm og vennene hans, en 1977 por el álbum Folk og røvere i Kardemomme by y en 1982 por Beste Egnerviser, una colección de sus canciones.

## Vida personal
En 1937, Thorbjørn Egner se casó con Annie Eliassen (nacida en 1912 en Oslo). Tuvieron cuatro hijos juntos. Egner murió en la tarde de Nochebuena de 1990 de un ataque al corazón. Fue enterrado en la Iglesia de Ullern (Ullern kirkegård) en Oslo.

## Publicaciones seleccionadas

### Libros
- Gamle hus i Vågå (1943)
- Gamle hus i Rauland (1945)

### Libro para niños
- Barneboka , (1940, con Sigurd Winsnes )
- Malermester Klattiklatt dypper kosten - og tar fatt (1940)
- Truls og Kari: en liten bok para store og små (1941)
- Truls og Kari kommer til den store byen (1942)
- Ola-Ola som alle dyra var så glad i (1942)
- Småfolk (1942)
- Jumbo som dro ut i verden (1943)
- Klattiklatt i hjemmefronten (1945)
- Hesten, kua og de andre (1945)
- Da Per var ku (1946)
- Karius og Baktus (1949)
- Tretten viser fra barnetimen (cancionero, 1951)
- Nye viser fra barnetimen (cancionero, 1952)
- Klatremus og de andre dyrene i Hakkebakkeskogen (1953)
- Folk og røvere i Kardemomme by (1955)
- Tommy og elefanten (1958)
- 4 Verden er stor (1972)

### Álbumes
- Kardemommeviser (1955)
- Doktor Dyregod (1955)
- Karius og Baktus (1957)
- Ole Brumm (Winnie the Pooh) og vennene hans (historias 1-4, 1974; historias 5-8, 1975; historias 9-11, 1976)
- Folk og røvere i Kardemomme by (1975)
- De seksten beste Egnerviser (publicado en 1982; grabado en 1953–1982)
- Hakkebakkeskogen (2012)

### Películas
- Karius og Baktus (1955, película de títeres, dirigida por Ivo Caprino )
- Klatremus i knipe (1955, película de títeres, dirigida por Ivo Caprino)
- Folk og røvere i Kardemomme por (1988, dirigida por Bente Erichsen )
- Dyrene i Hakkebakkeskogen (2016, película de títeres, dirigida por Rasmus A. Sivertsen )